# Чахава, Медея Васильевна

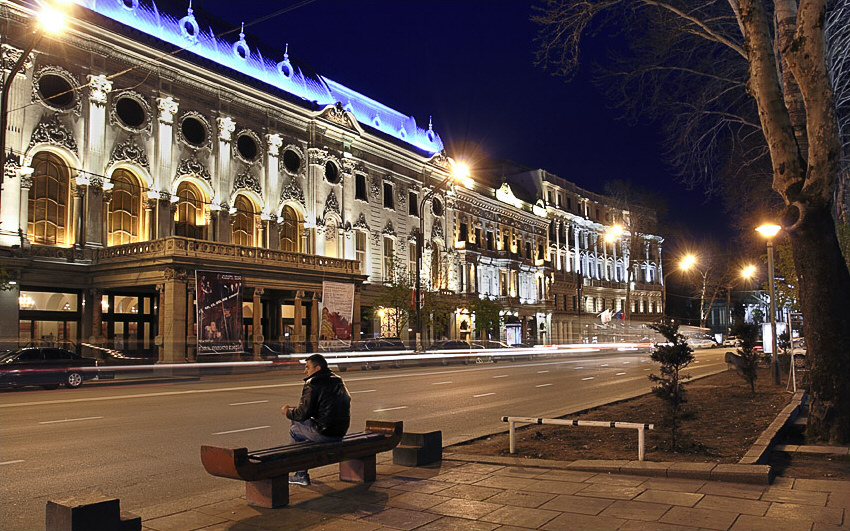
Театр Руставели

Медея Васильевна Чахава (груз. მედეა ვასილის ასული ჩახავა; 1921—2009) — советская и грузинская актриса театра и кино. Народная артистка Грузинской ССР (1960).

## Биография
Родилась 15 мая 1921 года (по другим данным — 17 мая) в селе Сергиети (ныне Мартвильский район, Грузия) в семье врача Василия Чахавы. Поступила в Грузинский театральный институт, училась у Г. А. Товстоногова. В 1941 году дебютировала на сцене Театра имени Руставели, а её дебют в кино состоялся в 1942 году. В 1943 году окончила театральный институт и была принята в труппу Театра имени Руставели. Член КПСС с 1954 года.
Была артисткой лирико-комедийного амплуа. По утверждению «Театральной энциклопедии», её творчество отличается «непосредственностью, искренностью, глубиной раскрытия психологии героинь» в нём «острая характерность сочетается с женственностью, обаянием». В театре она исполняла роли Дженевры («Глубокие корни» Гоу и Д’Юссо), Гаяне («Потопленные камни» И. О. Мосашвили), Нади («Враги»), Лиды Плахи («Люди, будьте бдительны!» по Ю. Фучику), Тины («Тариэл Голуа» Л. Киачели), Лиды Матисовой («Такая любовь» П. Когоута), Евы («Современная трагедия» Р. С. Эбралидзе), Лейлы («Дети моря» Г. М. Хухашвили) и другие. Она исполнила также ряд комедийных ролей: Амаранта («Испанский священник» Дж. Флетчера), Кекел («Пэпо» Г. М. Сундукяна), Клара («Доктор философии» Б. Нушича), Саре («Во дворе злая собака» К. М. Буачидзе), Карожна («Осенние дворяне» Д. С. Клдиашвили), Лиса («Чинчрака» Г. Д. Нахуцришвили).
4 июня 2006 года около Театра имени Руставели была открыта её именная звезда.
Умерла 7 сентября 2009 года. Похоронена в Тбилиси в Дидубийском пантеоне общественных деятелей.

## Семья
Второй муж — актёр и спортивный комментатор Котэ Махарадзе; сын — режиссёр Темур Чхеидзе; дочь — балерина Мака Махарадзе.

## Награды и премии
- орден Чести (1996)
- орден «Знак Почёта» (17.04.1958)
- медаль «За трудовую доблесть» (10.11.1950)[8]
- народная артистка Грузинской ССР (1960)[3]
- Сталинская премия третьей степени (1951) — за исполнение роли Гаяне в спектакле «Потопленные камни» И. О. Мосашвили[9]
- Почётный гражданин Тбилиси (2002)

## Фильмография
- 1949 — Счастливая встреча — Жужуна
- 1954 — Стрекоза — Цкриала
- 1956 — Баши-Ачук — Мелано
- 1957 — Лично известен — возлюбленная Камо Медея (Медико)
- 1958 — Манана — дворничиха
- 1959 — Нино — Нино
- 1959 — День последний, день первый — жена металлурга
- 1961 — Рассказ нищего — Тамро
- 1962 — Крот — Кето
- 1968 — Возвращение улыбки — Магдана
- 1972 — Весёлый роман — София
- 1992 — День рождения Анны
- 1993 — Джадо
- 1996 — Как тебя зовут?!